# Sheikh Mohammed bin Zayed Road

E 311-Schild

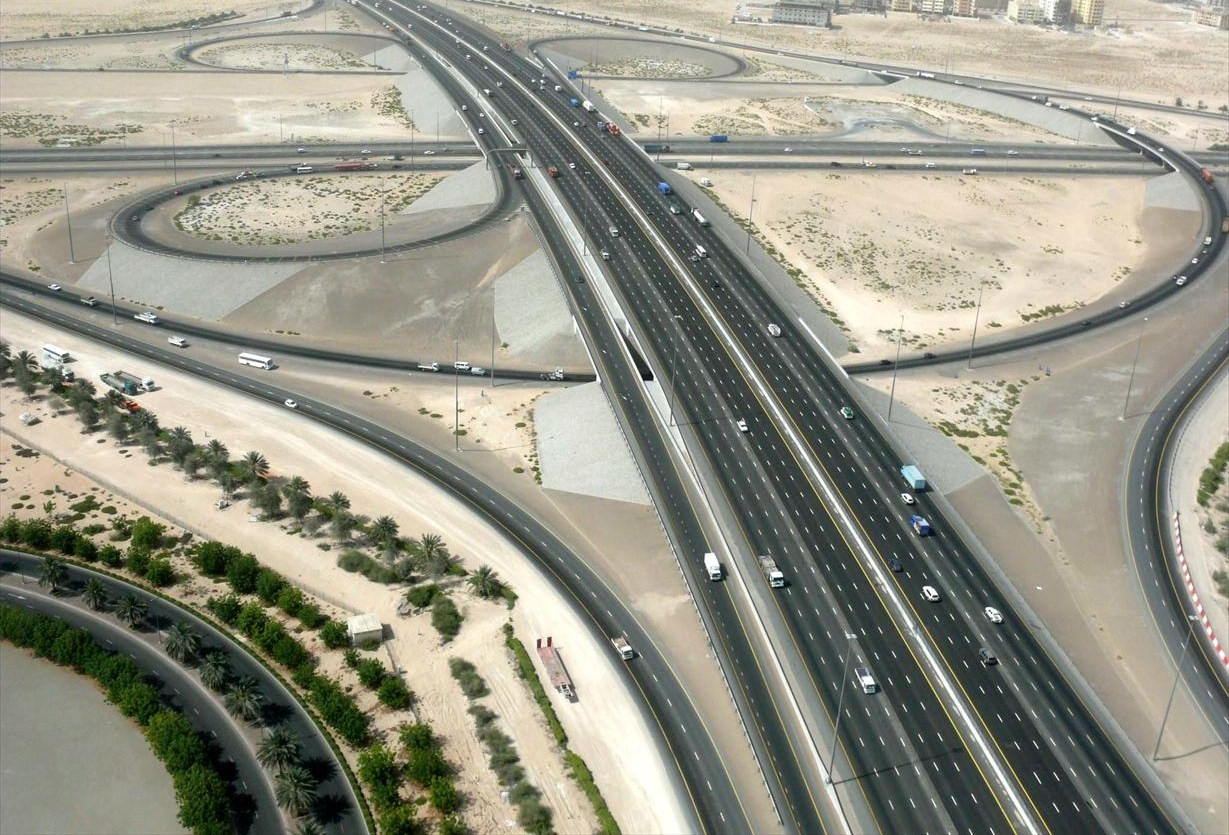
Sheikh Mohammed bin Zayed Road

Die Sheikh Mohammed bin Zayed Road (Bis Ende 2012 Emirates Road) (E 311, شارع ﺇ ٣١١) ist eine Autobahn in den Vereinigten Arabischen Emiraten. 
Die Straße beginnt westlich von Dubai in Jebel Ali und berührt Dubais Außenbezirke sowie den Flughafen Dubai. Im weiteren Verlauf führt sie durch die nördlichen Emirate Schardscha, Adschman und Umm al-Qaiwain und endet schließlich kurz vor Ra’s al-Chaima an der E11.
Ursprünglich war sie dafür konzipiert, den Schwerlastverkehr um den Innenstadtbereich von Dubai zu leiten.
Die Straße ist um Dubai abschnittsweise 16-spurig, sonst 6-spurig ausgebaut und durchgehend nachts beleuchtet.
Im Stadtgebiet von Dubai ist die Emirates Road die gefährlichste Straße der VAE mit allein 19 Todesopfern im ersten Halbjahr von 2006.